# Scaptomyza boninensis
Scaptomyza boninensis är en tvåvingeart som beskrevs av Toyohi Okada 1973. Scaptomyza boninensis ingår i släktet Scaptomyza och familjen daggflugor. Inga underarter finns listade i Catalogue of Life.